# Niederweidbacher Becken
Das Niederweidbacher Becken ist eine hügelige Talmulde im südlichen Zentrum des Gladenbacher Berglandes im Lahn-Dill-Kreis, Mittelhessen. Es umfasst das Einzugsgebiet des Oberlaufes der Aar und beinhaltet in seinem Nordwesten auch den Aartalsee.
Innerhalb des naturräumlich zum Westerwald (Haupteinheitengruppe 32) gezählten Gladenbacher Berglandes (Haupteinheit 320) bildet das Niederweidbacher Becken den Naturraum 320.13.

## Grenzen
Nördlich wird das Niederweidbacher Becken vom Höhenzug der Zollbuche begrenzt, westlich von der Hörre, südlich vom Krofdorf-Königsberger Forst und nach Osten trennt es die Wasserscheide zwischen Aar und Salzböde vom Salzbödetal.

## Orte
Das Niederweidbacher Becken beinhaltet alle Ortsteile der Gemeinde Hohenahr (bis auf das nur knapp im Krofdorf-Königsberger Forst gelegene Hohensolms) sowie, im äußersten Norden, die Bischoffener Ortsteile Niederweidbach, Roßbach und Wilsbach.
Diese gemeindetechnische Aufspaltung in einen kleineren Nord- und einen größeren Südteil vollzieht sich auch durch den in Ost-West-Richtung verlaufenden Bergwald und den Aartalsee.
Winzige, unbewohnte Teile des Beckens an der östlichen Nahtstelle zum Salzbödetal gehören zum Landkreis Marburg-Biedenkopf und zum Landkreis Gießen.

## Berge
Das Niederweidbacher Becken verfügt in seinem Inneren, sieht man einmal vom Bergwald ab, über kaum eigenständige Erhebungen. Diese liegen vor allem an der östlichen Nahtstelle zum Salzbödetal und überragen die Talsohle um weniger als 100 m.
- Bergwald-Ostgipfel(389 m) – Osten des bergwaldes
- Dennberg (387 m) – an der nordöstlichen Nahtstelle zum Salzbödetal
- Talberg (ca. 385 m) – Zentrum des Bergwaldes
- Eichenhardt (376 m) – äußerster Südosten, östlich von Erda
- Namenloser Berg (374 m) – Ausläufer der Zollbuche zwischen Niederweidbach und Roßbach; Aussicht dank Rodung
- Bergwald-Westgipfel (343 m) – Westen des Bergwaldes, östlich des Aartalsees